# 285 a.C.
Il 285 a.C. (CCLXXXV a.C. in numeri romani) è un anno  del III secolo a.C.

## Eventi
- Demetrio Poliorcete si arrende a Seleuco I Nicatore.
- 15/16 dicembre: Tolomeo II viene nominato co-reggente d'Egitto insieme al padre Tolomeo I.

## Nati
- Diodoto I, sovrano († 239 a.C.)

## Morti
- Rintone, drammaturgo greco antico (n. 323 a.C.)